# Інтендантура Парагвай
Інтендантура Парагвай (ісп. Intendencia del Paraguay), також була відома як Інтендантура Асунсьйона (ісп. Intendencia de Asunción) — була адміністративно-територіальною одиницею, що входила до складу Іспанської імперія у віцекоролівстві Ріо-де-ла-Плата. Вона була створена 28 січня 1782 року з провінції Парагвай, розташованої по обидва боки річки Парагвай та частини місій гуарані. Єдиним містом і столицею інтендантства був Асунсьйон, а територіально воно поділялося на округи: Вілья-Реаль-де-ла-Консепсьйон, Куругуаті, Вільяріка-дель-Еспіріту-Санто і Сан-Педро-дель-Ікуамандію.
Політичним органом, який керував урядом інтендантства, був губернатор-інтендант, і його першим президентом був Педру Мело де Португаль, хоча він вже керував країною з 1778 року. Інтендантство в Парагваї тривало до 1811 року, коли останній губернатор-інтендант Бернардо де Веласко був скинутий групою революціонерів, що ознаменувало кінець іспанського панування на цих землях і поклало початок подіям, які привели до незалежності Парагваю.